# Alicia rhadina
Alicia rhadina is een zeeanemonensoort uit de familie van de Aliciidae. De wetenschappelijke naam van de soort is voor het eerst geldig gepubliceerd in 1893 door Haddon & Shackleton.